# Nadine Ramaroson
Pour les articles homonymes, voir Ramaroson.
Nadine Ramaroson est une femme politique malgache, ancienne ministre de la Population et des Affaires sociales. Elle est morte le 28 août 2011 dans le naufrage de la vedette Black Shark, au large de Sainte-Marie. Elle participait au gouvernement de transition du président Andry Rajoelina.